# Mafadi
Le Mafadi est un sommet situé en Afrique australe, dans le massif du Drakensberg, à la frontière orientale du Lesotho et de l'Afrique du Sud.

## Situation
Son pic le plus élevé se situe sur le territoire de l'Afrique du Sud[réf. nécessaire] et en constitue le point culminant avec 3 450 m d'altitude. Le Mafadi n'est toutefois que la troisième montagne du Drakensberg par son altitude, puisqu'il est dépassé par le Thabana Ntlenyana (3 482 m) et le Makheka (3 461 m) situés tous deux au Lesotho.

## Géologie
De même que les autres sommets du Drakensberg, le Mafadi est recouvert d'une couche de basalte qui peut atteindre 1 500 mètres d'épaisseur, elle-même se superposant à une base de grès. Cette couche de grès est issue des restes d'un lac colossal qui occupait une partie de l'Afrique australe il y a environ 500 millions d'années. La couche de basalte a, quant à elle, été déposée il y a 220 millions d'années à la suite d'une gigantesque éruption volcanique.